# Ksiądz

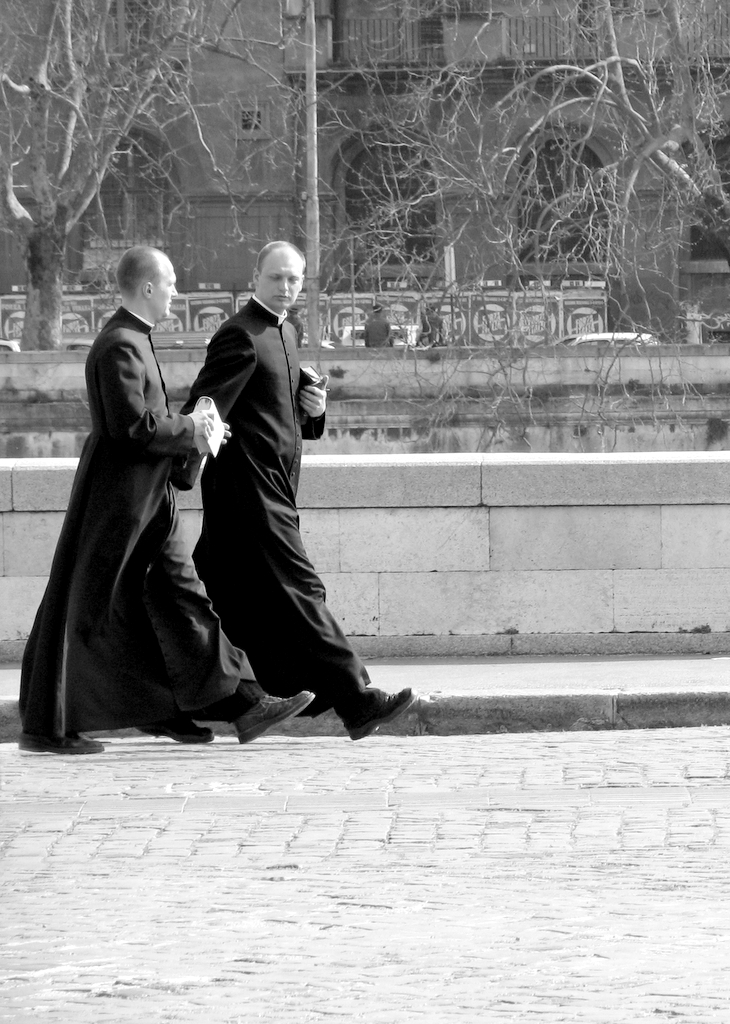
Księża katoliccy w Rzymie, 2005 rok

Ksiądz – we współczesnym rozumieniu tego słowa – duchowny chrześcijański. W Kościele katolickim, Cerkwi prawosławnej oraz Kościele luterańskim potoczne określenie prezbitera. W niektórych Kościołach protestanckich osoba, której powierzono urząd kościelny poprzez ordynację.

## Pochodzenie słowa
Samo słowo „ksiądz” wywodzi się ze słowiańskiego kniędz (*kъnędzь) i pierwotnie termin ten oznaczał władcę, naczelnika plemiennego (z tego samego źródła wywodzą się ruskie kniaź, czeskie kníže czy południowosłowiańskie knez). Słowo *kъnędzь do słowiańszczyzny zostało zapożyczone z pragermańskiego kuning lub kunung (*kuningaz, *kunungaz) – „książę, naczelnik plemienny” (kuning → kŭnęgŭ → kъnęgъ → kъnędzь). W polszczyźnie słowo uległo dalszym przekształceniom (zanik jerów, zmiana nagłosowego kń- w kś- itd.) w formę ksiądz. W litewskim pozostało jako kunigas.
We wczesnym średniowieczu zaczęto tak określać ludzi możnych i wpływowych. Od XIII wieku słowem tym nazywano też niekoronowanych władców jako odpowiednik łacińskiego słowa dux lub princeps, np. wielki ksiądz litewski (dziś w tym znaczeniu występuje polska forma książę, która pierwotnie znaczyła młodego władcę – książę od ksiądz (władca) jak koźlę od kozieł czy chłopię od chłop). W dawnej polszczyźnie zapisywano to słowo jako xiądz.
Znaczenie „duchowny” jest najpóźniejsze (prawdopodobnie przyszło do polszczyzny pod wpływem czeskim). Z początku, od II połowy XIV wieku, było stosowane jedynie wobec biskupów (zwanych wówczas często książętami Kościoła). Z czasem tytułu tego zaczęli używać opaci, prałaci i proboszczowie, a później też pozostali duchowni (w tym również niekatoliccy). W nowożytnej polszczyźnie stało się powszechnie używanym potocznym określeniem prezbitera.
Żeńskim odpowiednikiem słowa ksiądz jest ksieni.

## Inne określenia duchownych
W niektórych nurtach chrześcijańskich preferowane są lub stosowane zamiennie inne tytuły duchownych, takie jak np.: batiuszka (dawn. pop), pastor (łac. pasterz), starszy, kapłan (mariawici), minister bądź ojciec.

## Zobacz też

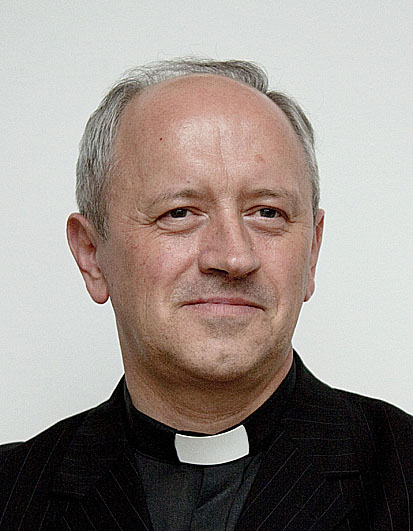
Ksiądz katolicki (prezbiter) Kazimierz Panuś w stroju duchownym

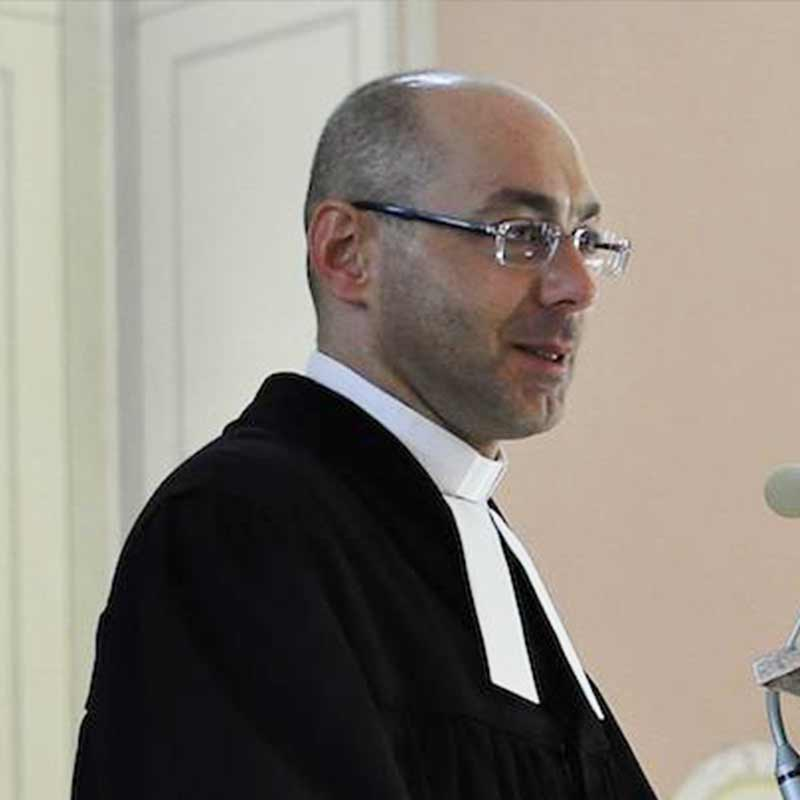
Ksiądz luterański (pastor) Dariusz Chwastek w stroju duchownym

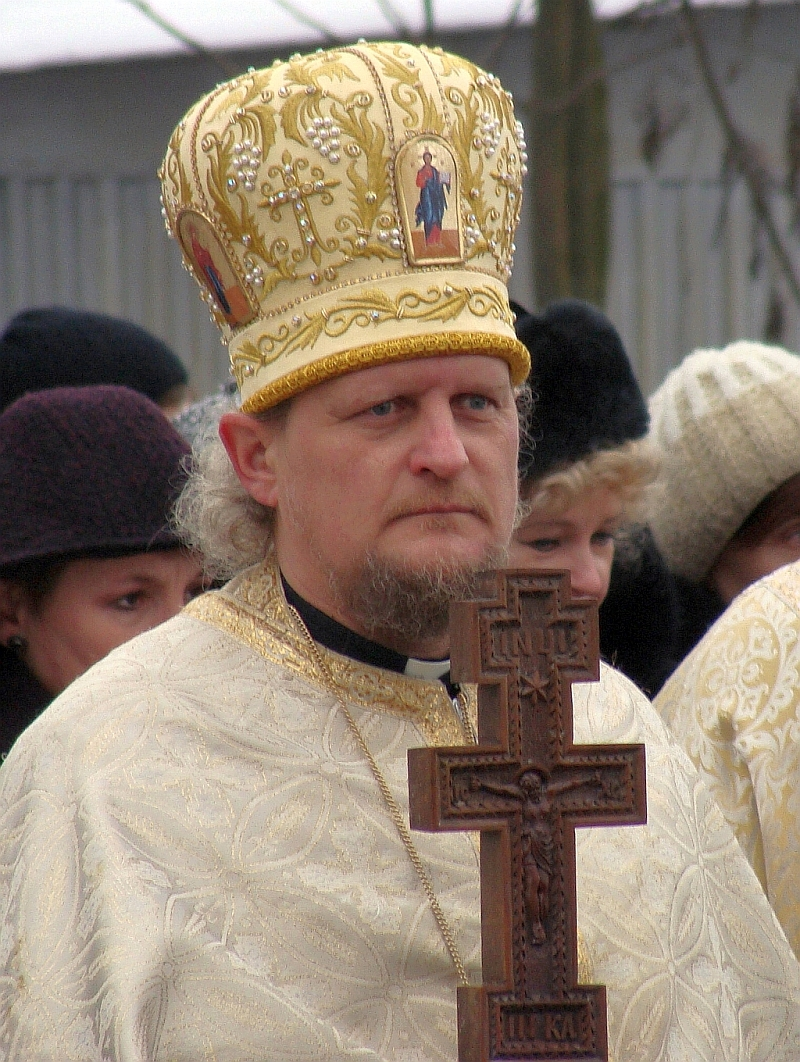
Ksiądz prawosławny (pot. batiuszka) Jan Antonowicz w stroju liturgicznym